# 罗克科尔
罗克科尔（法語：Roquecor，法語發音：[ʁɔk(ə)kɔʁ]）是法国奧克西塔尼大區塔恩-加龙省的一个市镇，属于卡斯泰尔萨拉桑区。

## 地理
罗克科尔（44°19'19"N, 0°56'37"E）面积20.55 平方千米，位于法国奧克西塔尼大區塔恩-加龙省，该省份为法国西南部内陆省份，北起顺时针与洛特省、阿韦龙省、塔恩省、上加龙省、热尔省和洛特-加龙省接壤。
与罗克科尔接壤的市镇（或旧市镇、城区）包括：昂泰、博维尔、拉库、凯尔西地区蒙泰居、圣阿芒迪佩克、圣博泽、瓦莱耶。

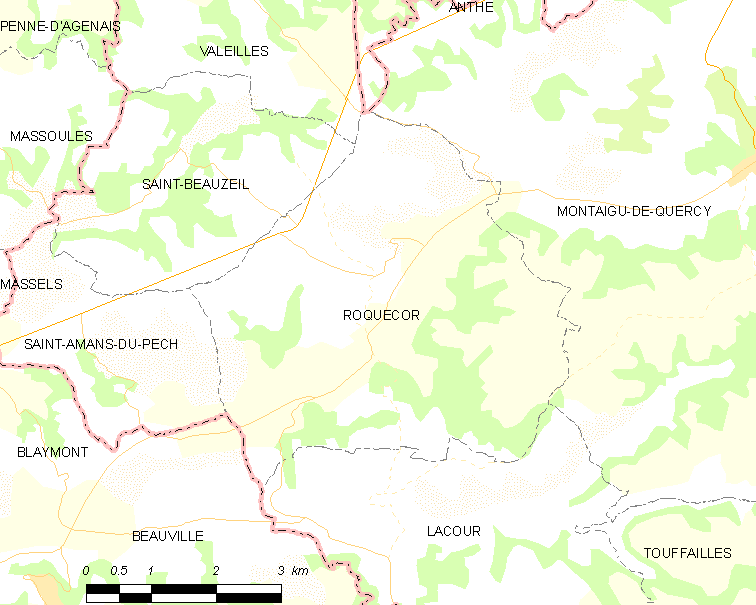
罗克科尔的OSM定位图

罗克科尔的时区为UTC+01:00、UTC+02:00（夏令时）。

## 行政
罗克科尔的邮政编码为82150，INSEE市镇编码为82151。

## 政治
罗克科尔所属的省级选区为塞尔地区-南凯尔西县。

## 人口

1962-2008年间罗克科尔人口变化图示

罗克科尔于2022年1月1日时的人口数量为401人。